# Benimaclet
Benimaclet es el nombre que recibe el distrito número 14 de la ciudad de Valencia (España). Limita al norte con el municipio de Alboraya, al este con Algirós, al sur con El Pla del Real y al oeste con Rascaña y La Zaidía. Fue un municipio independiente hasta el año 1878. Ese año pasó a ser una pedanía de Valencia y lo fue hasta 1972, cuando se integró en la ciudad como distrito. Está compuesto por dos barrios: Benimaclet y Camino de Vera. Su población era de 28 064 habitantes en 2022.

## Toponimia
El topónimo deriva del árabe بني مخلد (banī Maḫlad) "hijos de Majlad", nombres habituales para las alquerías musulmanas y que muestran la importancia de esta familia en la fundación de Benimaclet. Este nombre se debe a su pasado como alquería musulmana, ya que se cita en el "Llibre del Repartiment", donde aparecen las donaciones que hizo Jaime I de Aragón tras conquistar el territorio valenciano. Benimaclet fue dado en el siglo XIV a los hermanos Gimeno y García Pérez de Pina.

## Geografía

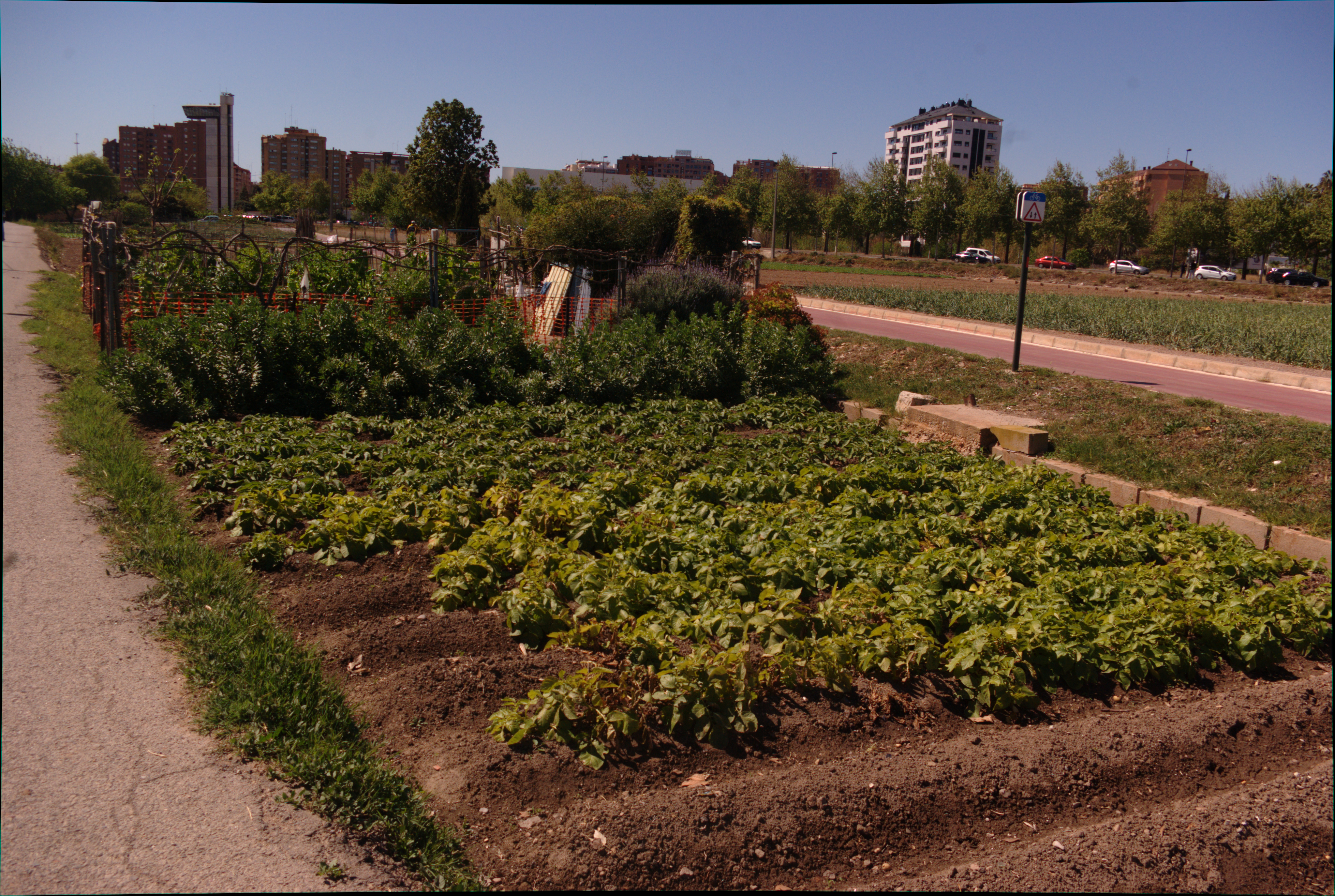
Huerta urbana junto a la Ronda Norte

El actual distrito de Benimaclet engloba el antiguo pueblo y las zonas recientemente urbanizadas de su alrededor, así como la zona en la que se halla la Universidad Politécnica de Valencia, que se conoce como Campus de Vera. Con la finalización de la ronda Norte de Valencia y la urbanización de terreno la huerta va paulatinamente desapareciendo.
Limita con:
|                            | Norte: Alboraya      |               |
| Oeste: Rascaña y La Zaidía |                      | Este: Algirós |
|                            | Sur: El Pla del Real |               |

## Historia
Los orígenes de Benimaclet están, como su nombre indica, en una alquería andalusí, que cayó en poder de Jaime I en la campaña para la conquista de Valencia. Los territorios conquistados constaban en el "Llibre del Repartiment", junto con los colaboradores del propio rey. Una vez terminada la batalla, estos territorios eran repartidos y tachados, como símbolo del cumplimiento de la promesa real de repartir Valencia como recompensa. Benimaclet fue dado a los hermanos Pérez de Pina, oriundos de Huesca. Este es un ejemplo de dicho libro:
“A Garcia Petri de Pina et Eximinus Petri, Alqueriam de Benimaglet, sine furnis et molendinis, kalendasjuli”

“A García Pérez de Pina y Eximen Pérez, la Alquería de Benimaclet, sin hornos ni molinos” (1 Julio de 1238)
No hay datos de la actividad de los hermanos, pero en 1280, Artal de Aragón, cerró una transacción de propiedades donde se encontraba Benimaclet. Los siguientes dueños fueron la familia judía Rayava que ocupaban importantes cargos en la administración hasta que las revueltas contra su religión los obligó a abandonar dichos cargos y a su muerte el territorio fue vendido. Bernat Planell, banquero i miembro del Consejo municipal adquirió Benimaclet en 1287. Hizo ciertas reformas, como la construcción de molinos, pero, tras 37 años, tuvieron que vender el terreno a causa del préstamo avanzado que le debían al rey Jaume II tras la conquista de Cerdeña.
Más adelante, Francesc de Vinatea, jurista y caballero del Reino de Valencia, obtuvo el terreno.
Una vez los sucesores de Vinatea se extinguieron, los Boil y los Serra adquirieron el terreno, hasta que fue vendida al cabildo de la Catedral de Valencia.
Al ser un núcleo agrícola se desarrolla en un cruce de caminos: el que va en dirección al mar (calle Murta) y el que le une y comunica con otros poblados (calle Barón de San Petrillo).
Se encontraba entre Alboraya y el Turia, cerca tanto del mar, como de la salida de la ciudad por el norte y del palacio real. Allí tenia edificada el mandatario de la ciudad su finca de recreo y que terminó convirtiéndose en el Palacio Real de Valencia.
Ese mismo año, todos lo colonos fueron llamados a la notificación pública de compraventa en la cual lo vecinos fueron ordenados a seguir prestando obediencia a quien sería el nuevo propietario, representado por dos canónigos: Bernat de Carsí y Roderic Heredia. La propiedad ascendía a sesenta y dos casas, sesenta y seis enfiteutas, dos molinos, un horno y una carnicería.
La vida en Benimaclet se veía interrumpida por las inundaciones del Túria debido a que se crearon muros de defensa que protegían el casco amurallado, siendo los pretiles de la orilla izquierda y el lado norte más bajos, provocando que este se derramara en los caminos de Alboraya.
Durante el siglo XVIII se decide levantar el campanario por obra de Ramón Ceres, el cura. La obra se realizó entre 1730 y 1745 y ayudó a configurar la imagen de población.
En 1764 la Corona confirma la creación de la municipalidad de Benimaclet y pasa a adquirir un carácter de municipio independiente.
Botánico Cavanilles recorrió el Reino de Valencia para informar de la situación de los territorios. A su nombre encontramos los primeros gestos que se refieren a este municipio. 
"Caminando desde Alboraya hacia la embocadura del Turia en el Mediterráneo, queda a la derecha la corta población de Benimaclet, distante de la capital un quarto de legua: es de 72 vecinos, que solamente tienen 82 cahizadas de término, donde cogen seda, cáñamo, trigo, maíz y las producciones de huerta"
Hasta la época del patriarca Juan de Ribera fue notable su cementerio (fossar), que llegó a dar nombre al barrio inmediato al mismo. Siguen unos fragmentos de la descripción que Pascual Madoz daba en 1849 sobre Benimaclet:

L[ugar] con ayunt[amiento] de la prov[incia] [...] de Valencia (1/4 de hora); Sit[uado] en un llano de la huerta de esta c[iudad] y ribera izq[uierda] del r[ío] Turia [...] tiene 75 casas de fáb. regular, una escuela de niños á donde concurren 30 [...] otra de niñas con 10 de asistencia [...]; una igl[esia] parr[oquial] (la Asuncion) [...] y una fuente de muy buenas y saludables aguas que abastece al vecindario; no tiene térm[ino] propio sino que corresponde á Valencia; pero unos 300 vec[ino] que hay esparramados en alq[uerías] y barracas fuera del pueblo, pertenecen a su jurisd[icción] ecl[esiástica], lo mismo que una ermita que, bajo la advocacion de la Inmaculada Concepcion, se encuentra á la dist[ancia] de media hora; el terreno que le rodea es de muy buena calidad, plantado generalmente de moreras. Dos caminos carreteros salen del pueblo: el uno conduce á la cap[ital] y el otro hácia el mar, de donde dista muy poco, pero ambos son fatales y muy mal conservados. Prod: cáñamo, trigo, maiz, habichuelas, fresas, seda y hortalizas. Pobl[ación]: 91 vec[inos], 324 alm[as] [...]
Diccionario de Madoz

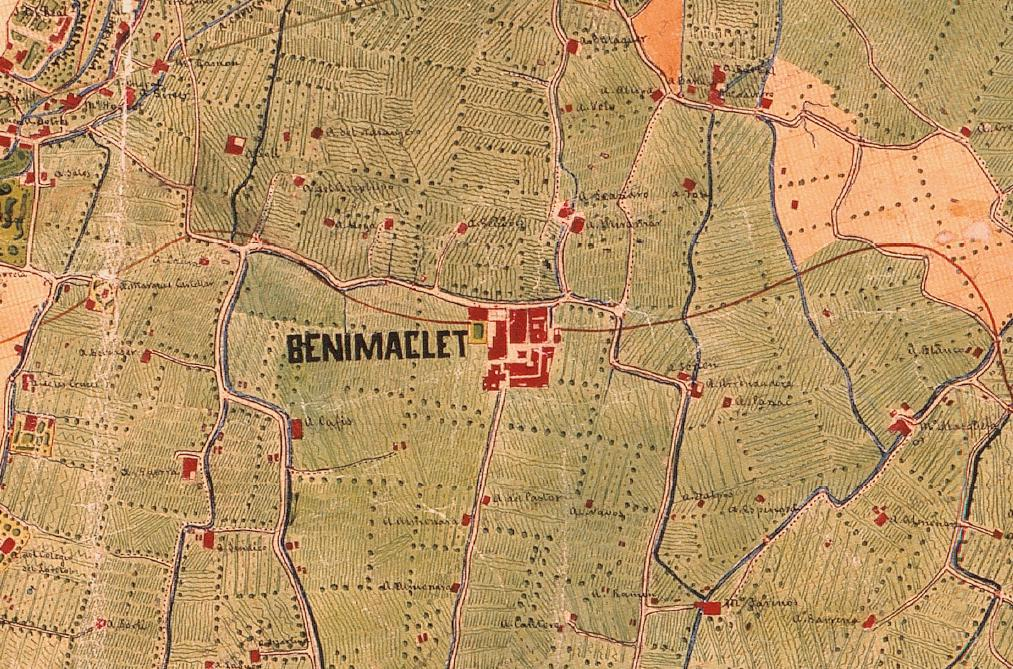
Benimaclet en 1883.

Antiguo escudo de Benimaclet.

En 1878 pasó a formar parte del municipio de Valencia en calidad de pedanía.
Durante la Guerra de Independencia, los campos de Benimaclet se convirtieron en una zona perfecta para montar los campamentos. Debido a las pérdidas por la guerra, las epidemias de cólera causaron grandes estragos en la población a causa de las condiciones en las que se encontraba el municipio.
En 1972, tras integrarse en la ciudad, el territorio pedáneo se convirtió en distrito, segregándose en los dos barrios actuales. En la actualidad el distrito está absorbido casi en su totalidad por el desarrollo urbano de la ciudad, aunque se conservan algunos rótulos del siglo XIX que indican su entidad como Pueblo de Benimaclet.
En los últimos años, su proximidad a la Universidad de Valencia y Universidad Politécnica le han hecho contar con una numerosa población estudiantil.

## Demografía
| Gráfica de evolución demográfica de Benimaclet entre 1842 y 1860 |
| |
| Población de derecho según los censos de población del INE Población de hecho según los censos de población del INEEn 1877 este municipio desaparece porque se integra en el municipio Valencia |

### Urbanismo

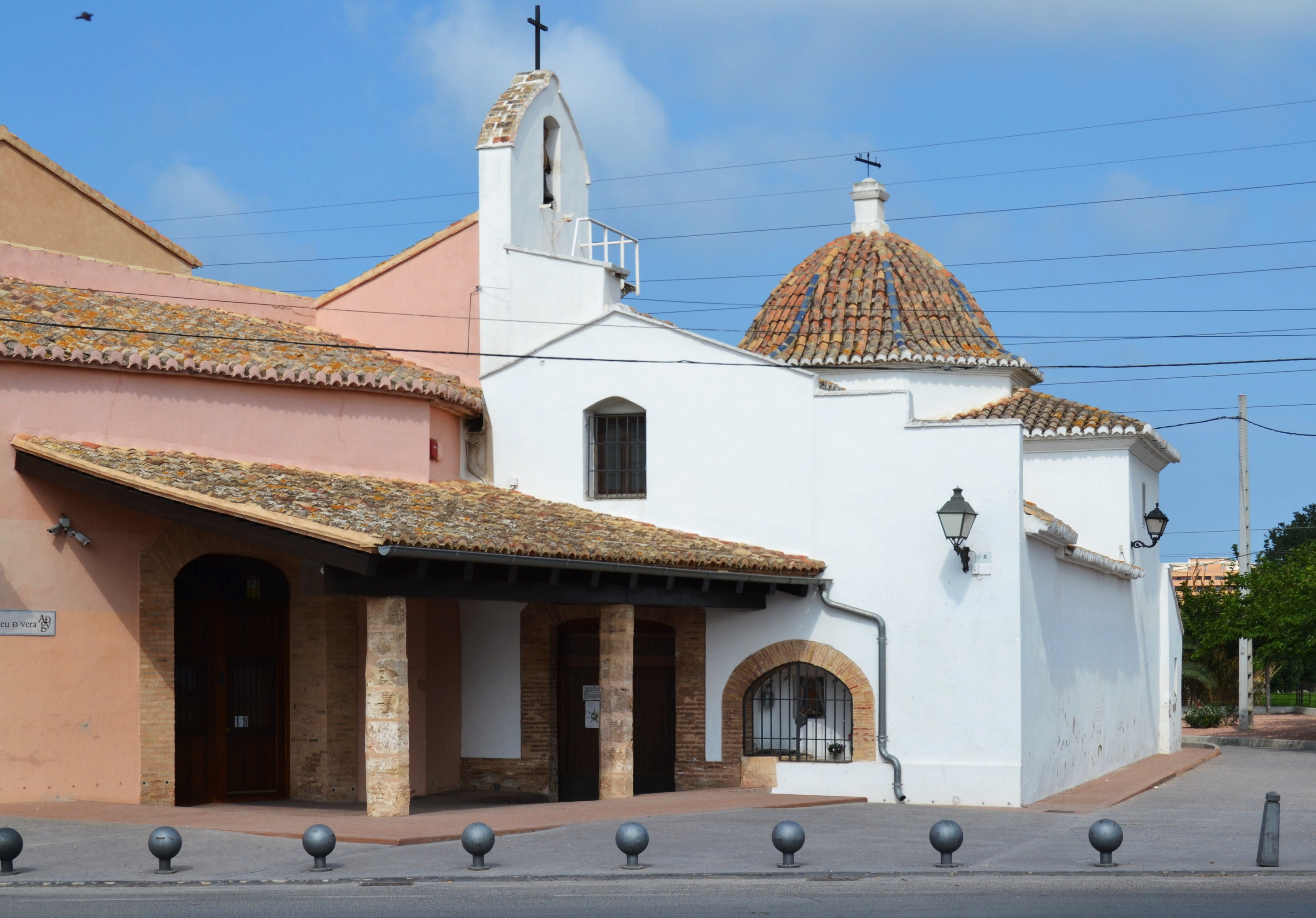
Ermita de Vera

El núcleo urbano tradicional conserva una distribución de calles afín a la de la mayoría de los pueblos de la Huerta de Valencia, centrada en su plaza mayor, en la que se halla la iglesia de la Asunción de Nuestra Señora. En torno a ella podemos encontrar un entramado de pequeñas calles peatonales con edificios y viviendas antiguas que se remontan a sus orígenes como pueblo. Unas casas que crean un sentimiento de lejanía de la ciudad y convierten al barrio en un espacio singular de tradición y respeto al pasado.
Actualmente, Benimaclet cuenta con un nuevo plan de edificación (PAI), que pretende fusionar más el distrito con la huerta, recuperar calles históricas, acequias, alquerías, reducir las superficies de uso privativo así como construir edificios que no cuenten con mucha altura. Este plan sigue en proceso de ser aprobado.

### Comunicaciones
Benimaclet cuenta con distintos medios de transporte público. El primero es el metro y tanto la línea 3 como la 9 llevan a este distrito. Además, cuenta con varias paradas de tranvía, como Vicente Zaragozà. Por último, también es posible llegar en autobús, incluso cuenta con la línea 10, que lo recorre casi en su mayoría.

## Patrimonio
- Alquería Panach: Se trata de un edificio chincheta del siglo XVIII, uno de los pocos ejemplos de esta época que quedan en la ciudad. Se encuentra en mal estado de conservación, habiendo sido presa de un incendio en 2006.[20] En la actualidad se encuentra entre la Ronda Norte y la estación del Mediterráneo. En el pasado se usó para el cultivo de gusanos de seda y ganado de animales, así como otras tareas propias de este tipo de edificaciones.
- Santuario ermita de Vera (Santuari Ermita de Vera): El origen de esta ermita se remonta al siglo XV, sin embargo el templo actual se corresponde con una reconstrucción que se realizó en el siglo XVIII.[21] Forma un conjunto arquitectónico con el molino de Vera. Las dos puertas actuales se encuentran una al lado de otra compartiendo un porche protector. Otro elemento histórico anexo es el "hoyo", un manantial de agua que en su momento permitió construir el molino. Este manantial relaciona el conjunto arquitectónico con la zona de marjal y lagunas que lo rodeaban hasta el siglo XVIII.[22]
- Iglesia de la Asunción de Nuestra Señora (Església de l'Assumpció de la Mare de Déu).[23] La parroquia se erigió en la Navidad de 1594 por San Juan de Ribera. En 1693 se hace la primera reparación de la parroquia; y en 1745, después de 15 años trabajando en ello, se termina la construcción del campanario, adosado al templo. Hace 20 años, se termina la construcción de la capilla del Santísimo Cristo de la Providencia, realizada por D. Juan Luis Orquín Roig. El estilo que impera en la parroquia es el neoclásico, excepto el recinto de la capilla, que es neorrománico.[24]
- Fossar de Benimaclet: Anteriormente, Benimaclet pertenecía a la parroquia matriz de San Esteban, donde había dos secciones: el Vaso de los Santos, donde se tenía asegurado un lugar de reposos para los cofrades y sus familiares; y el Vaso de las Almas, donde eran enterrados aquellos que no formaban parte de la cofradía y su entierro era dictaminado por la autoridad civil del momento. Este es uno de los últimos cementerios parroquiales que aun quedan en el territorio español debido a su costoso mantenimiento y a la orden que se dio de apartarlos a todo a zonas rurales poco pobladas.[25]
- La Casa de Trencadís: Esta construcción, obra de José Sanmartín Zarzo, se ubica en los números 37 y 39 de la calle Mistral. Su elemento más característicos son los colorido azulejos que cubren la fachada. La vivienda fue construida en el s. XX y fue usada posteriormente por Pedro Almodóvar en la película La mala educación.[26]
- Las chimeneas industriales de ladrillo: Se trata de vestigios del periodo de la industrialización. Benimaclet cuenta con dos de las 40 que se encuentran en Valencia, una en la calle Guardia Civil y otra en la antigua fábrica de El Prado. Este oficio pasaba de padres a hijos y se tardaba una media de dos meses en construir una de ellas. Cuanto más altura más prestigio social y la más alta cuenta con una base de unos tres metros y con una altura entre 25 y 30 m.[27]
- La alquería de Serra: La referencia más antigua que se tiene de esta edificación se encuentra en el plano de Francisco Cassaus llamado "Particular Contribución de la ciudad de Valencia”, del año 1695. Según sus elementos arquitectónicos se cree que fue construida en el siglo XVIII. Se sitúa al norte del cementerio de Benimaclet, en la calle Entrada de l'Alqueria Serra número 3.[28]

## Cultura
La asociación de vecinos y vecinas de Benimaclet (Associació de Veïns i Veïnes de Benimaclet) se fundó en 1974, aunque no se legalizó hasta 1976. El motivo de su fundación fue demandar mejoras en sus servicios, siendo el primero un tren menos peligroso. En total, existen en Benimaclet 30 entidades culturales y sociales, así como la banda de música del Centro Instructivo Musical de Benimaclet, fundada en 1910 y que cuenta con 75 músicos.
- Teatro Círculo de Benimaclet

Teatro que se encuentra en el barrio de Benimaclet donde se realizan obras de los más completas y variadas. El edificio se halla en la calle Prudenci Alcón i Mateu número 3.
- Biblioteca de Benimaclet- Carola Reig

Se encuentra en la calle Francesc Martínez número 32-34 y dispone de 94 puestos de lectura, 2 puestos de acceso a Internet, sección de adultos, sección infantil (la "bebeteca") y cumple con las normas de accesibilidad.
- Galería O+O

Benimaclet cuenta también con una galería de arte donde se realizan diversas exposiciones, esta se encuentra en la calle Francisco Martínez número 36.
- Otros espacios culturales

El distrito cuenta con otros espacios culturales como Fusionart Multiespacio, un lugar donde se realizan numerosas actividades culturales. Este se encuentra en la calle de Juan Giner número 5. Además, en el barrio se celebra el festival gratuito conFusión, que cuenta con más de 100 propuestas artísticas.

### Fiestas
- Fiestas patronales: fiestas en honor al Santísimo Cristo de la Providencia y los Santos Patronos Abdón y Senén.[36] La Cofradía del Cristo de la Providencia (Confraria del Crist de la Providència), entidad fundada en el siglo XVI, organiza las fiestas patronales durante el mes de septiembre. Los Clavarios del Cristo de la Providencia se encargan de organizar y celebrar los actos. Están integrados por cinco grupos de entre 25 y 30 personas. Dentro de estas festividades se encuentra la Passà, una celebración donde se lleva a los patronos en un recorrido por el distrito y termina en la ermita de Vera.[37]
- Fiestas a San Antonio: fiestas en honor a San Antonio de Padua. Aún que se perdieron a principios de los años 30, en junio de 2022 se recuperará esta tradición con una ronda y dansá al estilo tradicional del barrio, con la Jota de Benimaclet como eje.
- Fallas: el barrio cuenta con numerosos casales falleros.[38] En el caso histórico se encuentra la falla más antigua del barrio, la Falla Barón de San Petrillo- Enrique Navarro- Leonor Jovani. Esta falla fue fundada por un grupo de personas perteneciente al Centro Instructivo Musical de Benimaclet en 1942.[39][40]

Inspiración para muchos autores
Benimaclet ha servido como escenario de inspiración para muchos autores que, aún que no son nacidos en el propio barrio, han pasado aquí algunos años de su vida. Este es el caso, por ejemplo, del escritor Carlos Barros y su obra "Sobre las ruinas de la ciudad rebelde", publicada en 2017 por la editorial Sargantana.
Fue también inspiración para dos sociólogas, Arantxa Alfaro e Isabel Gadea, que quisieron hacer una investigación sobre las mujeres que se dedicaban a coser durante la posguerra y a las que se conocía como "jaqueteras". Este trabajo ganó en 2013 el II Premi d’Investigació Joan Francesc Mira.
Blasco Ibáñez usa el barrio como el lugar donde transcurre su historia "Noche de bodas", que luego pasará a formar parte del volumen "Cuentos Valencianos".